# Dowództwo Połączonych Sił Sojuszniczych Europy Północno-Zachodniej AFNORTHWEST
Dowództwo Połączonych Sił Sojuszniczych Europy Północno-Zachodniej (ang. Allied Forces North Europe AFNORTHWEST) – nieistniejące już jedno z dowództw operacyjnych NATO.

## Formowanie i zmiany organizacyjne
1 lipca 1994  zlikwidowano jedno z trzech głównych dowództw NATO – Dowództwo Połączonych Sił Sojuszniczych Kanału La Manche ACCHAN, a także rozwiązano Dowództwo Sił Powietrznych Wielkiej Brytanii UKAIR. Rozwiązano też Dowództwo Połączonych Sił Sojuszniczych Europy Północnej AFNORTH, a obowiązki przekazano nowo utworzonemu Dowództwu Połączonych Sił Sojuszniczych Północno-Zachodniej Europy  z siedzibą w High Wycombe.
W wyniku przeprowadzonych zmian, całe terytorium Danii podporządkowano Dowództwu Centralnego Teatru Działań Wojennych AFCENT. Obszar ten w sprawach morskich podlegał jednak nowo utworzonemu Dowództwu Połączonych Sił Sojuszniczych Północno-Zachodniej Europy AFNORTHWEST.
W wyniku kolejnych zmian strukturalnych dowodzenia NATO, w 1999 Dowództwo Połączonych Sił Sojuszniczych Europy Płn.-Zach. AFNORTHWEST, włączone zostało w skład Regionalnego Dowództwa RC NORTH w Brunsum.

## Struktura organizacyjna
W 1994
- Dowództwa Połączonych Sił Sojuszniczych Europy Północno-Zachodniej AFNORTHWEST  – High Wycombe (WB)
  - Dowództwo Połączonych Sił Powietrznych Europy Północno-Zachodniej AIRNORTHWEST – High Wycombe)
  - Dowództwo Połączonych Sił Morskich Europy Północno-Zachodniej NAVNORTHWEST – Northwood (WB)[5]
    - Dowództwo Morskich Sił Powietrznych Podobszaru  Północno-Zachodniego COMMARAIRNORTHWEST – Northwood
    - Dowództwo Sił Morskich „Północ”  Podobszaru  Północno-Zachodniego COMNORNORTHWEST – Rosyth
    - Dowództwo Sił podwodnych Podobszaru  Północno-Zachodniego COMSUBNORTHWEST – Northwood
    - Dowództwo Sił Morskich „Zachód”  Podobszaru  Północno-Zachodniego COMWESTNORTHWEST – Plymouth
    - Dowództwo Sił Morskich „Belelux”  Podobszaru  Północno-Zachodniego COMBENENORTHWEST – Den Helder (Holandia)

  - Dowództwo Połączonych Sił Zbrojnych Europy Północnej NORTH – Stavanger (Norwegia)
    - Połączone Siły Ekspedycyjne COMJTFNORTH – Rejtan (Norwegia)

  - Dowództwo Sił Lądowych Wielkiej Brytanii – Wilton (WB) (na wypadek wojny)